# Eurico de Melo
Eurico Silva Teixeira de Melo (* 28. September 1925 in Santo Tirso; † 1. August 2012 in Porto) war ein portugiesischer Politiker der Partido Social Democrata (PSD).

## Leben
Eurico Silva Teixeira de Melo absolvierte ein Studium im Fach Chemieingenieurwesen an der Ingenieurwissenschaftlichen Fakultät der Universität Porto und war danach als Ingenieur sowie als Dozent für Textilchemie an der Universität Porto tätig. Danach arbeitete für das seiner Familie gehörende Großtextilunternehmen Somelos. Nach der Nelkenrevolution vom 25. April 1974 begann er sein politisches Engagement und war zwischen dem 18. Oktober 1975 und dem 22. September 1976 Zivilgouverneur des Distrikt Braga. Im Kabinett Sá Carneiro fungierte er vom 3. Januar 1980 bis zum 9. Januar 1981 erstmals als Minister für Innere Verwaltung (Ministro da Administração Interna). 1981 verkaufte er seine Aktienanteile an Somelos und gründete daraufhin ein eigenes Unternehmen.
Bei der Wahl vom 6. Oktober 1985 wurde Melo für die Partido Social Democrata (PSD) zum Mitglied der Versammlung der Republik (Assembleia da República) gewählt und vertrat in dieser vom 4. November 1985 bis 26. Oktober 1995 die Interessen von Braga. In dem im Anschluss gebildeten Kabinett Cavaco Silva I war er zwischen dem 6. November 1985 und dem 17. August 1987 Staatsminister (Ministro de Estado) sowie erneut Innenminister. Im darauf folgenden Kabinett Cavaco Silva II bekleidete er vom 17. August 1987 bis zum 5. Januar 1990 die Ämter als Vize-Premierminister (Vice-primeiro-ministro) sowie als (Ministro da Defesa Nacional).
Bei der Europawahl am 12. Juni 1994 wurde Melo als Spitzenkandidat PSD zum Mitglied des Europäischen Parlaments gewählt und gehörte dem Europäischen Parlament bis zur Europawahl am 13. Juni 1999 an. Zeitweise war Vorsitzender des Verwaltungsrates der Banco Santander.